# Tomás Guitarte
Tomás José Guitarte Gimeno (Cutanda, Calamocha, Teruel, 7 de marzo de 1961) es un arquitecto y político español, perteneciente a la agrupación de electores Teruel Existe (TE). Tras el primer puesto obtenido por Teruel Existe en las elecciones generales de España del 10 de noviembre de 2019 en la provincia de Teruel, Guitarte se convirtió en el primer diputado de la plataforma en el Congreso de los Diputados.

## Biografía
Nació en Cutanda (Teruel), una pequeña localidad del municipio de Calamocha. Siendo joven y para poder estudiar EGB y BUP, se trasladó con su familia a Valencia, aunque siempre mantuvo su vinculación con Teruel, residiendo alternativamente en una y otra provincia.  Posteriormente, estudió arquitectura en la Universidad Politécnica de Valencia. Tras licenciarse, abrió sus propios despachos de arquitectura en Calamocha, Teruel y Valencia.
En 1987 fue cofundador del Centro de Estudios del Jiloca, con sede en Calamocha, dedicado a la promoción de la cultura y la investigación en la comarca turolense del Jiloca y otras adyacentes. Militó en el partido aragonesista CHA y se presentó en varias ocasiones en sus listas, la última de ellas en 1993. En 1995 lanzó el proyecto de soterramiento de las vías férreas en Zaragoza, aprovechando la llegada del AVE y la profunda remodelación de esa amplia área de la ciudad y su apertura hacia el río Ebro.
Desde 1999 es miembro del movimiento ciudadano Teruel Existe, del que ha sido portavoz en varias ocasiones. En el año 2000 fue el artífice de la propuesta de inclusión de Teruel en el trazado de la nueva red ferroviaria de alta velocidad que iba a unir Madrid, Cuenca y Valencia, unánimemente apoyada por ciudadanos y agentes sociales, económicos y políticos de la provincia. La propuesta no salió adelante ante la negativa de los gobiernos del Partido Popular y del Partido Socialista, aunque consiguió como contrapartida el compromiso de construir el Corredor Cantábrico-Mediterráneo de alta capacidad por Teruel. 
Fue el cabeza de lista al Congreso de los Diputados de la agrupación de electores Teruel Existe, tras la decisión del movimiento ciudadano de concurrir a las elecciones generales del 10 de noviembre de 2019. Resultó elegido diputado, siendo la candidatura de Teruel Existe la más votada de la provincia. Tomó posesión del acta de diputado el 3 de diciembre de 2019. Fue objeto de intensas amenazas y coacciones en enero de 2020, tras el anuncio del apoyo de Teruel Existe a la investidura de Pedro Sánchez como presidente del Gobierno. Guitarte tuvo que pasar la noche previa a la segunda votación de investidura del candidato en un lugar indeterminado y escoltado por el Ministerio del Interior por cuestiones de seguridad.
Además en la actualidad es portavoz de la Coordinadora Ejecutiva de la Federación de Partidos de la España Vaciada.
En 2024 se presenta como candidato a las elecciones al Parlamento Europeo por la coalición electoral "La España olvidada EXISTE - Municipalistas - Mundo Justo", formada por Teruel Existe, Unión de Ciudadanos Independientes, Por un Mundo más Justo, Soria Ya, Cuenca Ahora, Aragón Existe, Centrats en Nules, Jaén Merece Más, Somos Cáceres, Unión Independiente de Mazarrón, Coalición de Centro Democrático y Ahora Decide.